# Elvis Manuel Monteiro Macedo
Elvis Manuel Monteiro Macedo (Praia, Cabo Verde, 27 de julio de 1985), más conocido como Babanco, es un exfutbolista caboverdiano que jugaba de centrocampista.
Empezó jugando en su país natal y de ahí dio el salto a Portugal jugando en la segunda división con el F. C. Arouca. En el año 2013 debutó en primera división con el Estoril.

## Selección nacional
Fue internacional con la selección de fútbol de Cabo Verde, jugó 62 partidos y anotó cinco goles, siendo el jugador caboverdiano que más partidos ha disputado con su selección. Debutó con la selección el en año 2007 en un partido disputado contra la selección de Guinea Bisáu.